# Quintessence (Abigor)
Quintessence è il nono album in studio del gruppo musicale Abigor, pubblicato il 2012 dalla End All Life Productions. Risulta composto da due dischi: il primo è una riedizione riarrangiata del quinto album in studio, Channeling the Quintessence of Satan, mentre il secondo è una raccolta di demo della band.

## Tracce
Disco 1 - Channelling the Quintessence of Satan 2009 - 2011
1. Channeling the Quintessence of Satan - 01:50
2. Equilibrium Pass By - 06:43
3. Demon's Vortex - 06:36
4. Flesh Magic Rites - 05:18
5. Dawn of Human Dust - 06:05
6. Utopia Consumed - 05:49
7. Pandemonic Revelation - 06:00
8. Towards Beyond - 05:43

Disc 2 - The Satanic Tapes 1993 - 1994
1. Filii Septemtrionum / Diabolic Unity - 04:05
2. Saeculum Obscurum / Kingdom of Darkness - 09:06
3. Animae Tortae - 02:36
4. Finis Redemptionis / Crawl Back to Your Cross - 04:41
5. Obliteration - 00:45
6. Midwintertears - 03:56
7. Eye to Eye at Armageddon - 05:59
8. Abyssmal Scorn - 03:11
9. Other Truth - 02:47
10. The Prophecy - 00:57
11. Universe of Black Divine - 07:25
12. My Soft Vision in Blood - 07:40
13. Dance of the Dead - 01:02
14. In Sin - 04:17
15. Shadowlord- 06:22

## Formazione
- A.R. - voce (disco 1)
- Rune - voce (disco 2)
- P.K. - chitarra
- T.T. - chitarra, basso, batteria, tastiere